# New Weird
Der Begriff New Weird bezeichnet eine Tendenz oder Strömung in den Werken einiger Schriftsteller der neueren phantastischen Literatur. Es handelt sich dabei zumeist um Romanciers, die in den Genres der Science Fiction oder der Speculative Fiction zuhause sind. Mit dem Begriff ist keine feste Gruppe von Autoren gemeint: Es existiert kein gemeinsames Manifest, die Bandbreite der Stile und Inhalte ist groß, und die gemeinten Autoren sehen sich nicht als Teil einer „Bewegung“. New Weird ist vielmehr ein Begriff, der von Literaturkritikern erfunden wurde, um eine von ihnen wahrgenommene Tendenz in einer signifikanten Menge an literarischen Texten zu beschreiben. Zu den Autoren, die man lose dieser Strömung zuordnen kann, zählen Steven Cockayne, M. John Harrison, China Miéville, Alastair Reynolds, Justina Robson und Steph Swainston. 
Einvernehmen besteht bei den New Weird darin, dass Literatur das Genre, in dem sie sich aufhält, transzendieren sollte, und dass es deswegen nicht nur akzeptabel, sondern sogar wünschenswert sei, wenn Autoren die Grenzen zwischen Genres in ihren Texten verwischen. Viele Texte, die man als „New Weird“ bezeichnen könnte, enthalten demzufolge Elemente aus mehreren Genres, speziell der Science Fiction, der Fantasy und des Horrors, wobei deren Gewichtung bei den einzelnen Autoren variiert. “The serendipitous constellation of contemporary fantasy writers that belong to or generate the ‘new weird’ seem generally and in varying proportions to blend the influences of genre writing and literary fantasy, and to weave in non-fantastic signals as well.” (Michael Cisco)
Kritiker der New Weird merken an, dass die Grenzen zwischen Genres durchaus ihre Gründe hätten, und dass die traditionellen Genre-Unterscheidungen darauf beruhen, welche Typen von Ideen sich in einem Text am besten verbinden lassen. Befürworter spekulieren, dass die New Weird in Zukunft die Rolle des ehemals führenden Cyberpunks übernehmen und sich zu einem wichtigen Teil der gegenwärtigen Literatur entwickeln könnten.